# Anna Maria Majofski
Anna Maria Annemie Engelina Majofski (* getauft am 15. Dezember 1810 in Amsterdam; gestorben 9. Juli 1881 ebenda) war eine niederländische Schauspielerin.

## Leben
Anna Maria Majofski wurde am 15. Dezember 1810 in Amsterdam geboren. Sie war die Tochter den Schauspielers, Sängers und Theaterregisseurs Theodorus Johannes Majofski (1771–1836) und der Schauspielerin Johanna Christina Elisabeth Adams (1767–1844). Sie war die jüngste Tochter der katholischen Familie Majofski. Ihre Eltern gehörten bedeutenden niederländischen Theaterfamilien an und waren beide mit dem Amsterdamer Theater verbunden, dessen Co-Direktor ihr Vater ab 1811 auch war. Schauspielunterricht erhielt sie von ihren Eltern und vermutlich auch von ihren älteren Schwestern Jacoba Maria Majofski (1807–1847) und Louiza Johanna Majofski (1803–1874), die selbst ebenfalls Schauspielerinnen waren. Beide Schwestern verlobten sich in den 1920er Jahren am Theater. Es ist bekannt, dass Annemie Majofski Ende der 1820er Jahre auch im Theater am Leidseplein auftrat. Sie spielte unter anderem Soubrette-Rollen und wirkte in Gesangsstücken mit.
Als sie 24 Jahre alt war, heiratete Annemie Majofski am 29. Mai 1835 den Musiker Pieter Wilhelm Dahmen (1808–1886). Aus dieser Ehe gingen vier Kinder hervor: Anthonia Helena Maria (geb. 1836), Johan Fransiscus Arnolaus Theodorus (geb. 1837) und Anna Maria Theodora Huberta (1839–1863). 1844 gebar Majofsky eine Tochter, Céline Helena Arnoldina, die jedoch nach wenigen Tagen starb. Nach dem Zeitpunkt der Hochzeit wird sie in Theaterquellen nicht mehr erwähnt. So ist es wahrscheinlich, dass sie nach ihrer Heirat mit der Schauspielerei aufgehört hatte. Ihre Kinder erhielten eine musikalische Ausbildung und waren für ihre musikalische Begabung bekannt. Ihr Sohn wurde Flötist beim Amsterdam Orchestra. Anna Maria Majofski starb im Alter von siebzig Jahren am 9. Juli 1881.